# 国际长寿联盟
国际长寿联盟（英語：International Longevity Alliance，简称ILA）是一个国际性的非营利组织，是支持抗衰老技术的区域组织之间的互动平台，通常是在行政和普及层面。

## 目的
该组织宣称的目标是建立区域组织的互动和合作，普及对抗衰老过程的必要性的理念，将其视为一种负面但可治疗的身体状况，并以一切可能的方式，在世界范围内所有可能的层级（直至与世卫组织的合作），为科学研究提供支持。

## 历史
ILA于2013年1月，作为多个组织管理人员和代表之间沟通的非正式平台开始运作。2014年9月，该联盟在法国巴黎正式注册，获得官方组织地位。

## 组织
截至2025年2月，ILA包括来自37个国家的70个非营利组织。其中一些是：
- SENS研究基金會
- 健康生命延续协会（HEALES）
- AFT – Technoprog（法语：Association française transhumaniste）
- 以色列长寿联盟[7]
- 全球健康寿命政策研究所（GHPI）[8]
- 公共健康和人口统计学问题委员会（英语：Council for Public Health and the Problems of Demography）（CPHD）[9]
- 我是未来基金会[10]
- 指数科学研究所[11]

此外，ILA的顾问委员会包括奥布里·大卫·尼古拉斯·杰士伯·德格雷、Alexey Moskalev、Natasha Vita-More等人。

## 批评
ILA没有正式办公室，成员分布在世界不同国家，大多数情况下仅通过互联网相互交流。ILA会议通常也在网上举行。ILA 没有自己的科学实验室，始终只是作为合作伙伴组织和/或提供行政和公共支持。

## 外部連結
- 官方网站
- 长寿历史